# Jaromír Kaňák

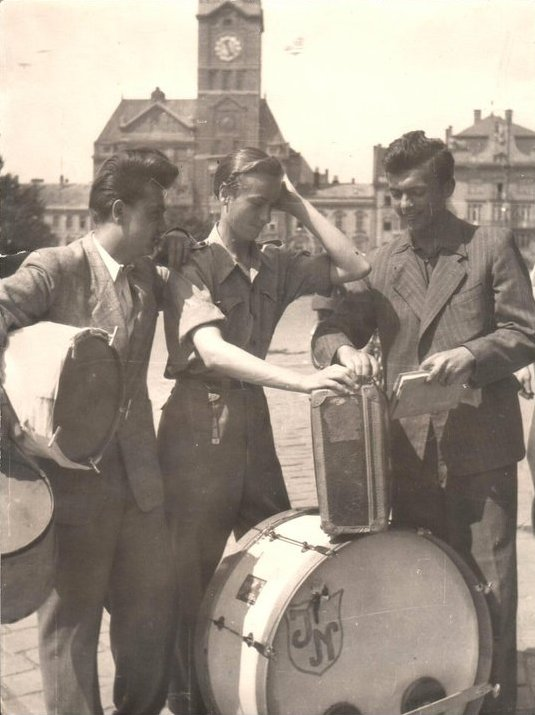
Muzikanti v Prostějově (Jaromír Kaňák první zprava)

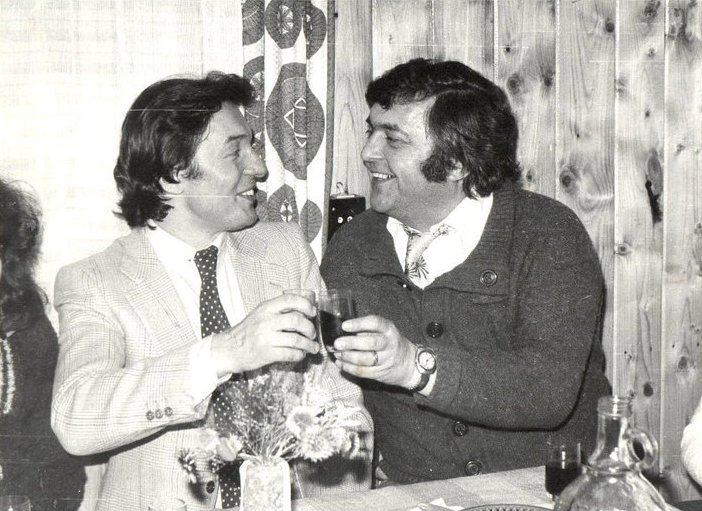
Přípitek Karla Gotta s Jaromírem Kaňákem (vpravo)

Jaromír Kaňák (25. prosince 1931, Prostějov – 26. března 2004, Olomouc) byl moravský skladatel, textař, muzikant, ekonom a kapelník.

## Život
Narodil se v Prostějově jako třetí dítě ředitele prostějovské banky Josefa Kaňáka.

### Orchestr v letech 1952–1958
První Kaňákovy pokusy vytvořit orchestr spadají do let 1946–1950. Za své velké muzikantské vzory tehdy považoval americké trumpetisty Leslie Hutchinsona a Harryho Jamese. Zejména pod vlivem nastupujícího be-bopu a Leslie Hutchinsona podnikal Jaromír Kaňák první kroky k založení vlastního orchestru. Za studií na Obchodní akademii v Prostějově se mu podařilo sestavit pouze ze studentů hudební skupinu Buggy boys (1946–1947) a v letech 1948–1950 postupně dva soubory podobného typu. První z roku 1948 hrál v Národním domě v obsazení bicí, kontrabas, kytara, trubka, klarinet, saxofon, akordeon a zpěv.

### Orchestr v letech 1959–1968
Na přelomu padesátých a šedesátých let 20. století vedl Jaromír Kaňák souběžně velký orchestr a malou kapelu. V roce 1959 opustil s velkým orchestrem na nějakou dobu obě pódia Národního domu, přenechal je menšímu souboru pod vedením Zdeňka Fišera a vystupoval stále častěji s vlastní malou kapelou v sále restaurace U Kalicha.

### Orchestr po roce 1969
Od počátku šedesátých let 20. století vznikaly v Československu festivaly a soutěžní přehlídky populární a taneční hudby a určovaly spolu s televizními pořady trendy, jimiž se hudební scéna ubírala. Jaromír Kaňák je sledoval a snažil se, aby jeho kapela hrála co nejnovější repertoár.
Roku 1970 natočil v kuchyni bytu Boženy Medkové album, kdy bicí zastoupily kuchyňské nástroje, na klavír hrál Jaromír Kaňák a zpívala Božena Medková, kompletní nahrávku zachoval a zdigitalizoval jeho syn Jaromir Kanak.

## Diskografie
- Košík vína (autor textu i melodie)[4]

- Zrození swingu (autor textu i melodie)[5]